# Lendebos
Het Lendebos is een natuurgebied in de Lindevallei ten zuidoosten van Oldeberkoop dat wordt beheerd door It Fryske Gea. Het bos ligt tussen de Bovenweg en de Linde. Ten oosten van het bos ligt natuurgebied de Bekhofschaans.
Het langgerekte gebied van 40 hectare met een lengte van ongeveer een kilometer is enkele honderden meter breed. Het bos wordt omringd door weilanden en is niet opengesteld voor publiek.

## Geschiedenis
Het bos werd na de Franse Tijd aangelegd door de familie Willinge Prins toen de landbouwgrond door de landbouwcrisis weinig opbracht. Het bos was bedoeld voor de oogst van eikenhakhout dat verkocht werd aan bakkers om de ovens te stoken. 
De putjes in het bos herinneren aan de eekschillers die de eikenbast gebruikten ten behoeve van de leerlooierij.
Nadat het Lendebos na de Tweede Wereldoorlog in handen kwam van de familie Spaanders uit Tytsjerk werd het bos in 2012 aangekocht door It Fryske Gea.

## Flora en fauna
De aanwezigheid van leem in de zandgrond zorgt ervoor dat het water in dit gebied wordt vastgehouden. In het gevarieerde bos bevinden zich enkele delen heide en moeras. Het beheer is gericht op bevordering van de variatie. Daartoe zijn de aanwezige Japanse lariksen uitgedund om eik en beuk meer kans te geven. Op de grond groeien planten als brede stekelvaren, tormentil en koningsvaren.
In het bos komen ook dassenburchten voor. In dit rustgebied voor broedvogels zoeken reeën beschutting in het struikgewas. 
Aeltsjemar
· De Alde Feanen
· Bakkeveense Duinen
· Bancopolder
· Bekhofschaans
· Bjirmen
· Blauhúster Puollen
· Bocht fan Molkwar
· Botmar
· Bouwepet
· Buismans Einekoai
· Bûtenfjild
· Van Coehoornbosk
· Delleboersterheide
· Diakonieveen
· Dobbe Stienser Aldlân
· Dobben Hurdegarypsterwarren
· Dunegeaster- en Follegeasterpolder
· Dyksfearten
· Eanjumerkolken
· Easterskar
· Einekoai Piaam
· Einekoaien Lytse Geast
· De Fluezen
· Grikelân en Turkije
· Grutte Wielen
· Heide Hulstreed
· De Hon
· Huitebuersterbûtenpolder
· Joodse begraafplaats Tacozijl
· Joodse begraafplaats Noordwolde
· Kapellepôle
· Ketelermar
· Ketliker Skar
· Kobbelân
· Lendebos
· Lindevallei
· Liphústerheide
· Makkumersúdmar
· Makkumerwaarden
· Mandefjild
· Martenastate
· Meulebos
· Meulereed
· Mokkebank
· Mûntsebuorsterpolder
· Noard-Fryslân Bûtendyks
· 't Oerd
· Ottema Wiersma reservaat
· Park Huize Olterterp
· Park Jongemastate
· Peazemerlannen
· Petgatten De Feanhoop
· Polders Koarnwert
· Ringwiel
· Rysterbosk
· De Ryp
· Schaopedobbe
· Séfonsterpolder
· Sippen-finnen
· Skiedingsboskje
· Slachtedyk
· Steile Bank
· Stokersdobbe
· Sudermarpolder
· Syp Set
· Taconisbosk
· Tsjongerwâlen
· Teroelster Sipen
· Unlân fan Jelsma
· Van Asperen einekoaien
· Warkumermar
· Warkumerwaard
· 't West
· Wilhelmina-oard
· Ychtenerfeanpolder